# Paulo Moura (Journalist)
Paulo Manuel Pires Machado Moura Antunes (geboren 27. Dezember 1959 in Porto) ist ein portugiesischer Journalist.  

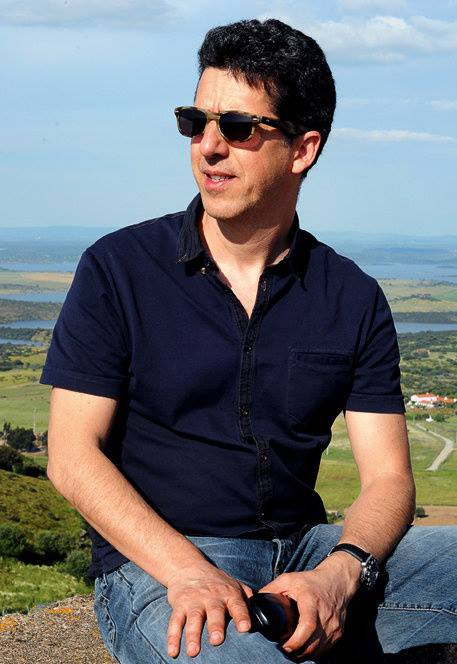
Paulo Moura

## Leben
Paulo Moura studierte Geschichte an der Universität Porto und Journalismus an der Journalismusschule in Porto. Er arbeitet als freier Journalist und Reporter für die Tageszeitung Público. Er war von 1993 bis 1995 Nordamerika-Korrespondent der Zeitung.
Moura arbeitete als Kriegsreporter in allen größeren Krisengebieten. Seine Reportagen wurden in die internationale Presse übernommen. Für seine Reportagen wurde er vielfach ausgezeichnet.
Moura lehrt Journalismus an der Hochschule für Kommunikation und Medien in Lissabon.

## Werke (Auswahl)
- Passaporte para o céu. Lissabon : Dom Quixote, 2006
- 1147 O Tesouro de Lisboa. Lissabon : A Esfera dos Livros, 2006
- Otelo, o Revolucionário. Lissabon : Dom Quixote, 2012
- Longe do Mar. Lissabon : Fundação Francisco Manuel dos Santos, 2014
- Extremo Ocidental: Uma Viagem de Moto pela Costa Portuguesa, de Caminha a Monte Gordo. Amadora : Elsinore, 2016
  - Ferner Westen. Eine Reise entlang der portugiesischen Küste. Übersetzung Kirsten Brandt. Mare, 2022
- Depois do Fim: Crónica dos Primeiros 25 Anos da Guerra de Civilizações. Amadora : Elsinore, 2016
- As Guerras de Fátima: Como as Visões da Irmã Lúcia Mudaram a Política Mundial. Amadora : Elsinore, 2017
- Hipnose. Suma de Letras, 2020
- Cidades do sol em busca de utopias nas grandes metrópoles da Ásia. Lissabon : Objectiva, 2021